# صيام العصير
صيام العصير، المعروف أيضا باسم تطهير العصير، هو حِمية غذائية قاسية حيث يستهلك الشخص عصير الفواكه والخضار فقط بينما يمتنع عن تناول الطعام الصلب. يتم استخدام الحمية لإزالة السموم كعلاج طبي بديل، وغالبًا ما تكون جزءًا من حمية التخلص من السموم. يمكن أن يستمر النظام الغذائي عادة لمدة تتراوح بين يومين إلى سبعة أيام. وينطوي النظام على عدد من الفواكه والخضروات وحتى التوابل التي ليست من بين العصائر التي تباع عادة أو تستهلك في النظام الغذائي الغربي العادي.

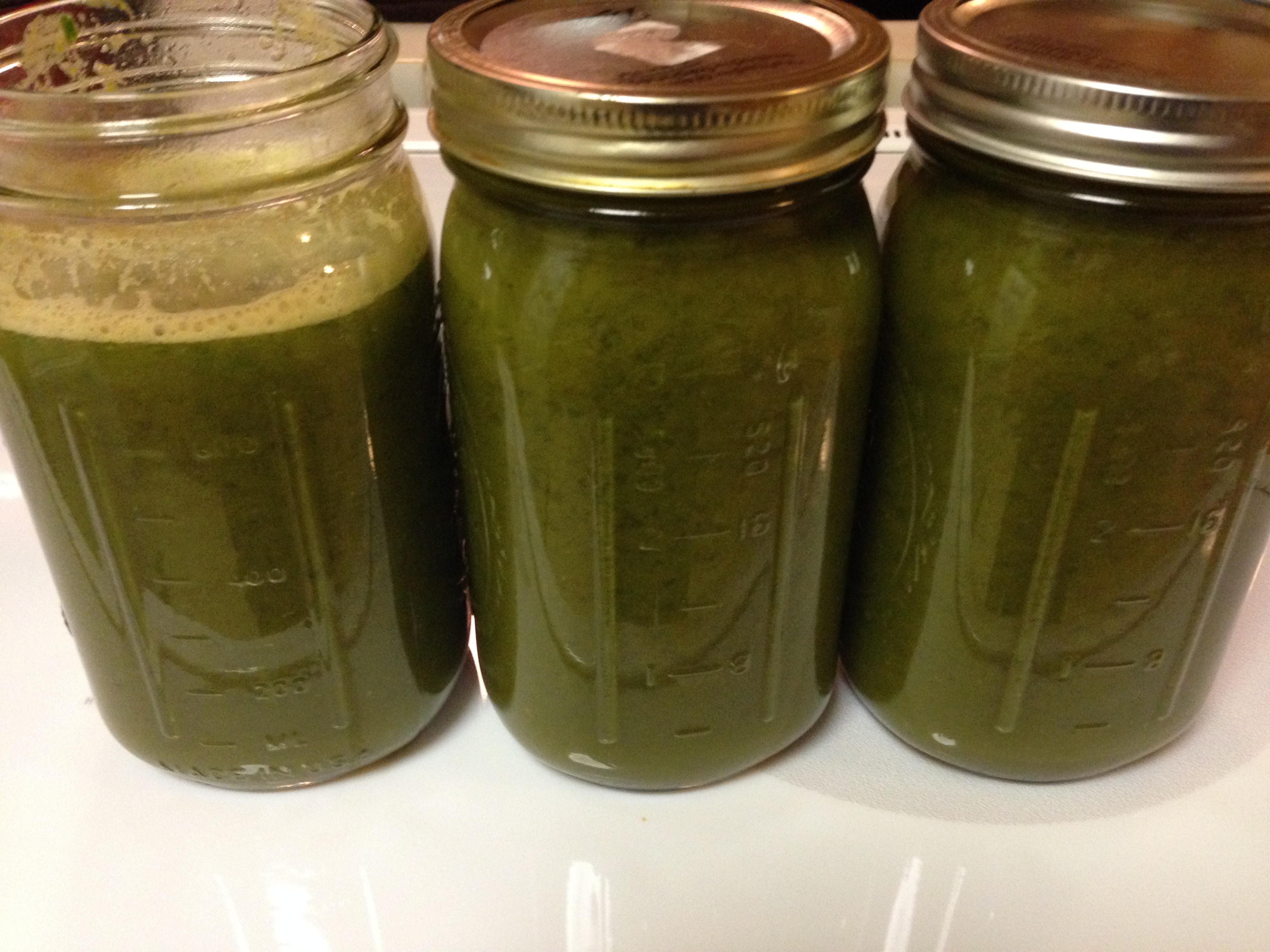
كوب عصير من اللفت الطازج، عشب القمح، القرنبيط، البروكلي، الجزر، التفاح، والليمون.

يتم الترويج لهذا النظام الغذائي في بعض الأحيان مع ادعاءات غير معقولة وغير مؤكدة حول فوائده الصحية.

## الانتقادات
تقول كاثرين كولينز، رئيسة أخصائيّ التغذية في كلية الطب في مستشفى سانت جورج في لندن، إنجلترا، أن: «مفهوم إزالة السموم» هو خرافة تسويقية وليست كيانًا فيزيولوجيًا. وفكرة أخذ كمية كبيرة من الفيتامينات والمعادن والملينات لفترة من 2 إلى 7 أيام يمكن أن يكون لها فائدة طويلة الأمد للجسم هو أيضا خرافة تسويقية.
حمية التخلص من السموم، اعتمادًا على النوع والمدة، يحتمل أن تكون خطرة ويمكن أن تسبب مشاكل صحية مختلفة بما في ذلك فقدان العضلات واستعادة الدهون غير الصحية بعد انتهاء التخلص من السموم.
وقد يتفاعل خليط عصير يحتوي على عصير الجريب فروت عكسيا مع بعض الأدوية.